# ヤクルト食品工業
ヤクルト食品工業株式会社（ヤクルトしょくひんこうぎょう）とは、佐賀県神埼市にある食品会社。ヤクルトグループの一つ。
インスタントラーメン「麺許皆伝」、「神埼そうめん」などの麺類を製造している。過去にはクロレラ入りの麺を使用した「麺許皆伝」を販売していたが、クロレラ入りを終了し、普通麺を採用し販売数の低下がみられ対策として、大麦若葉を原料とした青汁粉末を練り込んだラーメンを製造している。麺はクロレラの頃と比べ若干薄い緑色をしている。通称及び旧商品名は「ヤクルトラーメン」。
また「麺物語本舗」（めんものがたりほんぽ）という独自のブランドにより、うどんやそば、そうめんなどの乾麺の製造も行っている。インスタントラーメン関連商品は日本全国のヤクルト販売会社（ヤクルトレディによる宅配）のみの取り扱いで、店頭での販売は行なわない。なお「麺物語本舗」ブランドの商品については、インターネットによる通信販売のみの取り扱いになる。

## 商品
麺許皆伝シリーズ
- しょうゆ味[2]
- みそ味[3]
- しお味[4]
- とんこつ味[5]
- ソース焼そば[6]

佐賀の神埼シリーズ
- そうめん[7]
- 中めん[8]
- うどん[9]
- そば[10]
- ひやむぎ[11]

乾麺物語シリーズ
- しょうゆらーめん
- とんこつしょうゆらーめん
- カレーうどん
- 冷し中華

過去の商品
- ヤクルトラーメン（しょうゆ味）
- 麺許皆伝（クロレラ入り）

## 事業所
本社・工場
佐賀県神埼市神埼町城原3860番地
横武工場
佐賀県神埼市神埼町横武42番地